# George Wald
George Wald (Nueva York, 18 de noviembre de 1906 - Cambridge, Massachusetts, 12 de abril de 1997) fue un científico estadounidense conocido por su trabajo con pigmentos de la retina. Ganó y compartió en 1967 el Premio Nobel de Fisiología o Medicina junto a Haldan Keffer Hartline y Ragnar Granit.

## Biografía
Wald nació en Nueva York  hijo de  Isaac Wald y Ernestine Rosenmann, padres inmigrantes judíos. Fue miembro de la primera clase graduada del Brooklyn Technical High School en New York en 1922. Recibió su grado Bachelor of Science de la Universidad de Nueva York en 1927 y su PhD en zoología de la Universidad de Columbia en 1932. Después de su graduación, recibió una beca de viaje  del US National Research Council. Wald usó este viaje para trabajar en Alemania junto con Otto Heinrich Warburg quien fue quien identificó la vitamina A en la retina. Wald fue a trabajar en Zúrich, Suiza con el descubridor de la vitamina A, Paul Karrer. Wald también trabajó brevemente con Otto Fritz Meyerhof en Heidelberg, Alemania, pero dejó Europa para ir a la Universidad de Chicago en 1933 cuando Adolf Hitler llegó al poder y la vida en Europa de los judíos corría peligro. En 1934, Wald fue a la Universidad de Harvard donde se convirtió en instructor y luego en profesor. Fue elegido para la Academia Nacional de Ciencias de Estados Unidos en 1950 y en 1967 fue galardonado con el Premio Nobel de Fisiología o Medicina por sus descubrimientos de la visión.
Wald también habló sobre varios temas sociales y políticos y su fama como Premio Nobel hizo que su opinión cobrase fama nacional e internacionalmente. Fue un opositor de la Guerra de Vietnam y la proliferación de armas nucleares.
Junto a un pequeño número de Premios Nobel, fue invitado en 1986 a volar a Moscú para avisar a Mijaíl Gorbachov sobre preguntas medioambientales. Mientras tanto, cuestionó a Gorbachov del arresto, detención y exilio a Gorki de Yelena Bonner y su esposo, del laureado Nobel Andréi Sájarov, (Paz, 1975). Wald reportó que Gorbachov dijo no saber nada al respecto. Bonner y Sajarov fueron liberados después de un corto tiempo, en diciembre de 1986.
Miembro del Circumcision resource center en Boston, fue uno de los primeros científicos comprometidos contra la circuncisión, pero su artículo "Circuncisión", rechazado por el New York Times en 1975, fue publicado en 2012 solo por una revista inglesa (http://churchandstate.org.uk/2012/12/what-jewish-nobelist-george-wald-had-to-say-about-circumcision/ Archivado el 21 de septiembre de 2020 en Wayback Machine.)
Su segunda esposa fue Ruth Hubbard, bioquímica y la primera mujer en tener un puesto permanente como profesora en la Universidad de Harvard.
Wald murió en Cambridge, Massachusetts.